# Ortigueira
Ortigueira település Spanyolországban, A Coruña tartományban. Ortigueira Mañón, As Pontes de García Rodríguez, As Somozas, Cerdido, Cedeira és Cariño községekkel határos. Lakosainak száma 5418 fő (2024).

## Népesség
A település népessége az utóbbi években az alábbiak szerint változott:
| Lakosok száma | 8397 | 7830 | 7376 | 7150 | 6956 | 5997 | 6093 | 5671 | 5485 | 5418 |
|               | 2001 | 2004 | 2006 | 2009 | 2011 | 2014 | 2016 | 2019 | 2021 | 2024 |